# Gerhard Pilz
Gerhard Pilz (* 17. Juli 1965 in Bad Ischl) ist ein ehemaliger österreichischer Naturbahnrodler. Er gehörte von 1985 bis 2007 der österreichischen Naturbahnrodel-Nationalmannschaft an. Mit fünf Weltmeistertiteln, zwei Europameistertiteln, zwei Gesamtweltcupsiegen und 19 Siegen in Weltcuprennen zählt er zu den erfolgreichsten Naturbahnrodlern. Zudem wurde er fünfmal Österreichischer Staatsmeister im Einsitzer.

## Karriere
Pilz kam in seinem Heimatort Bad Goisern am Hallstättersee, wo regelmäßig Rennen stattfanden, schon als kleines Kind mit dem Naturbahnrodelsport in Berührung. Als Zehnjähriger bestritt er selbst die ersten Rennen und 1980 wurde er in den österreichischen Juniorenkader aufgenommen. In der Juniorenklasse gelangen ihm zahlreiche Erfolge bei nationalen Meisterschaften und internationalen Veranstaltungen, unter anderem wurde er 1984 Österreichischer Juniorenmeister im Einsitzer. Bei Junioreneuropameisterschaften erzielte er 1982 in Fénis Platz 17 im Einsitzer, 1983 in Davos Platz vier im Doppelsitzer und Rang fünf im Einsitzer und 1984 in Hol Platz sieben im Einsitzer. Später war er bei internationalen Wettkämpfen hauptsächlich im Einsitzer am Start. Im Februar 1983 erzielte er bei seiner ersten Europameisterschaft in St. Konrad den 19. Platz im Einsitzer.
Im Jahr 1985 wurde Pilz in die Nationalmannschaft aufgenommen und erzielte bei der Europameisterschaft in Szczyrk den fünften Platz. Der ganz große Durchbruch gelang ihm bei der Weltmeisterschaft 1986 in Fénis, als er vor den Italienern Damiano Lugon und Harald Steinhauser zum ersten Mal Weltmeister wurde. Damit legte er den Grundstein für eine der bis heute erfolgreichsten Natubahnrodler-Karrieren. Nachdem die Weltmeisterschaft 1988  witterungsbedingt abgesagt werden musste, konnte Pilz in den Jahren 1990, 1992, 1994 und 1996 viermal in Folge erfolgreich seinen Weltmeistertitel verteidigen, womit er, gemessen an Weltmeistertiteln, zum bis heute erfolgreichsten Naturbahnrodler wurde. Bei Europameisterschaften war er zunächst weniger erfolgreich. Hier blieb in diesen Jahren ein zweiter Platz 1989 in Garmisch-Partenkirchen sein bestes Ergebnis. Auch abseits von Welt- und Europameisterschaften erzielte er in den Jahren vor der Einführung des Weltcups zahlreiche Erfolge. So gewann er 1986 die Internationale 2-Bahnen-Tournee, 1988 den Großen Preis von Südtirol und von Kanada, 1990 den Großen Preis der Sowjetunion und 1991 sowie 1992 den Europapokal. Zudem wurde er 1989 erstmals Österreichischer Staatsmeister im Einsitzer. Diesen Titel gewann er von 1994 bis 1997 weitere vier Mal.
Als im Winter 1992/1993 erstmals der Naturbahnrodel-Weltcup ausgetragen wurde, gehörte Pilz auch in dieser Rennserie von Beginn an zur absoluten Weltspitze. Mit zwei Siegen in Rautavaara und Gummer und einem dritten Platz in Bruck erreichte er in der ersten Weltcupsaison den zweiten Platz in der Gesamtwertung. Nur der Italiener Franz Obrist erzielte mehr Punkte. Im Winter 1993/1994 blieb Pilz ohne Sieg, erzielte drei dritte Plätze und wurde Vierter im Gesamtweltcup. In der Saison 1994/1995 gewann er wieder zwei Rennen in Olang und Kreuth, womit er den dritten Platz im Gesamtweltcup belegte. Zudem erzielte er im Doppelsitzer mit Reinhard Beer einen dritten Platz in Negaunee und Rang sechs im Doppelsitzer-Gesamtweltcup. In der Saison 1995/1996, in der Pilz zum fünften Mal Weltmeister wurde, gewann er drei Weltcuprennen (zwei in Rautavaara und eines in Stange) und musste sich damit im Gesamtweltcup nur dem Italiener Anton Blasbichler geschlagen geben. Im nächsten Winter war die Bronzemedaille bei der Europameisterschaft 1997 in Moos in Passeier sein größter Erfolg, im Weltcup blieb er ohne Sieg und fiel mit drei dritten Plätzen auf Rang sechs im Gesamtweltcup zurück.
In der Saison 1997/1998 feierte er in Sölden seinen bereits achten Weltcupsieg und erreichte mit weiteren zwei Podestplätzen zum dritten Mal den zweiten Rang im Gesamtweltcup, geschlagen wieder nur von einem Italiener, nämlich Reinhard Gruber. Bei der Weltmeisterschaft 1998 blieb er nach seinen fünf WM-Titeln in diesem Jahr als Vierter erstmals ohne Medaille, bei der Europameisterschaft 1999 wurde er Fünfter. Im Winter 1998/1999 kam Pilz trotz eines Sieges in Sölden nicht unter die besten drei im Gesamtweltcup. In der Saison 1999/2000 erreichte er in allen sechs Weltcuprennen einen Podestplatz, wobei ihm beim Saisonauftakt in Oberperfuss auch ein Sieg gelang. Im Gesamtklassement musste er sich jedoch abermals mit dem zweiten Platz begnügen. Diesmal war sein Landsmann Ferdinand Hirzegger mit vier Saisonsiegen nicht zu schlagen. Bei der Weltmeisterschaft 2000 gewann er mit nur drei Hundertstel Sekunden Rückstand auf Gerald Kallan die Silbermedaille.
Nach seinen bis dahin vier zweiten Plätzen im Gesamtweltcup konnte der damals 35-jährige Pilz in der Saison 2000/2001 mit drei Siegen (in Umhausen, Moskau und Hüttau) in fünf Rennen zum ersten Mal die Gesamtwertung für sich entscheiden. Diesen Erfolg konnte er im nächsten Winter wiederholen, als er ebenfalls mit drei Siegen (zweimal in Olang und einmal in Železniki) erneut Gesamtweltcupsieger wurde. Erfolgreich war Pilz auch bei der Weltmeisterschaft 2001 in Stein an der Enns, wo er Bronze im Einsitzer und zusammen mit Marlies Wagner, Peter Lechner und Peter Braunegger Silber im erstmals ausgetragenen Mannschaftswettbewerb gewann, sowie bei der Europameisterschaft 2002 in Frantschach-Sankt Gertraud, wo er, sechs Jahre nach seinem letzten Weltmeistertitel, erstmals Europameister im Einsitzer wurde. Nach diesen Erfolgen wurde er mit dem Goldenen Verdienstzeichen der Republik Österreich geehrt. 1996 hatte man ihm bereits das Silberne Verdienstzeichen verliehen. In der Saison 2002/2003 erreichte Pilz mit zwei Siegen in Hüttau und in Kindberg zum fünften Mal den zweiten Platz im Gesamtweltcup. Gesamtsieger wurde in diesem Winter mit 15 Punkten Vorsprung sein Teamkollege Robert Batkowski, der ihn auch bei der Weltmeisterschaft 2003 in Železniki auf Platz zwei verwies.
Im Februar 2004 wurde Pilz bei der Europameisterschaft in Hüttau zum zweiten Mal Europameister. Zwei Wochen später feierte er im letzten Rennen der Saison 2003/2004 in Aurach seinen 19. und zugleich letzten Weltcupsieg, im Gesamtweltcup wurde er Vierter. Im Winter 2004/2005 blieb Pilz ohne Podestplatz und er beendete den Gesamtweltcup an sechster Stelle. Bei der Weltmeisterschaft 2005 in Latsch fuhr er auf Rang fünf. Verletzungsbedingt konnte Pilz in der Saison 2005/2006 nur zwei Weltcuprennen bestreiten und erreichte bei der Europameisterschaft 2006 in Umhausen nur den 16. Rang. Im nächsten Winter gelang ihm ein erfolgreiches Comeback, als er in seiner letzten Weltcupsaison 2006/2007 noch drei Podestplätze erzielte und damit den dritten Platz im Gesamtweltcup erreichte. Am 19. Februar 2007 beendete er mit dem Gewinn der Silbermedaille bei der Weltmeisterschaft in Grande Prairie im Alter von 41 Jahren seine Karriere.
Neben dem Naturbahnrodeln bestritt Pilz auch Wettkämpfe im Rollenrodeln. Hierbei zählen zwei Gesamtsiege im Internationalen Rollenrodel-Sommercup 1999 und 2001, der Sieg beim Sommer-Grand-Prix von Deutschland 1999 und der Sieg beim Sommer-Grand-Prix von Liechtenstein 2000 zu seinen größten Erfolgen. Zu seinen größten Hobbys gehört das Bergsteigen. Neben zahlreichen Besteigungen in den Alpen unternahm er auch viele Expeditionen in Südamerika und Asien. Unter anderem war er 2004 an der österreichischen Erstbesteigung des 7126 Meter hohen Himlung in Nepal beteiligt.
Seit Oktober 2008 ist Gerhard Pilz Bundestrainer der deutschen Naturbahnrodler.

## Sportliche Erfolge

### Weltmeisterschaften
- Fénis-Aosta 1986: 1. Einsitzer
- Gsies 1990: 1. Einsitzer
- Bad Goisern 1992: 1. Einsitzer
- Gsies 1994: 1. Einsitzer
- Oberperfuss 1996: 1. Einsitzer
- Rautavaara 1998: 4. Einsitzer
- Olang 2000: 2. Einsitzer
- Stein an der Enns 2001: 3. Einsitzer, 2. Mannschaft
- Železniki 2003: 2. Einsitzer
- Latsch 2005: 5. Einsitzer
- Grande Prairie 2007: 2. Einsitzer

### Europameisterschaften
- St. Konrad 1983: 19. Einsitzer
- Szczyrk 1985: 5. Einsitzer
- Jesenice 1987: 6. Einsitzer
- Garmisch-Partenkirchen 1989: 2. Einsitzer
- Völs 1991: 12. Einsitzer
- Moos in Passeier 1997: 3. Einsitzer
- Szczyrk 1999: 5. Einsitzer
- Frantschach 2002: 1. Einsitzer
- Hüttau 2004: 1. Einsitzer
- Umhausen 2006: 16. Einsitzer

### Junioreneuropameisterschaften
- Fénis 1982: 17. Einsitzer
- Davos 1983: 4. Doppelsitzer, 5. Einsitzer
- Hol 1984: 7. Einsitzer

### Weltcup
- 2× Gesamtweltcupsieger im Einsitzer in den Saisonen 2000/2001 und 2001/2002
- 5× 2. Gesamtrang im Einsitzer in den Saisonen 1992/1993, 1995/1996, 1997/1998, 1999/2000 und 2002/2003
- 1× 3. Gesamtrang im Einsitzer in der Saison 2006/2007
- 19 Siege in Weltcuprennen:

| Datum             | Ort         | Land        | Disziplin |
| ----------------- | ----------- | ----------- | --------- |
| 13. Dezember 1992 | Rautavaara  | Finnland    | Einsitzer |
| 7. Februar 1993   | Gummer      | Italien     | Einsitzer |
| 29. Jänner 1995   | Olang       | Italien     | Einsitzer |
| 5. Februar 1995   | Kreuth      | Deutschland | Einsitzer |
| 27. Dezember 1995 | Rautavaara  | Finnland    | Einsitzer |
| 30. Dezember 1995 | Rautavaara  | Finnland    | Einsitzer |
| 11. Februar 1996  | Stange      | Italien     | Einsitzer |
| 23. November 1997 | Sölden      | Österreich  | Einsitzer |
| 6. Dezember 1998  | Sölden      | Österreich  | Einsitzer |
| 19. Dezember 1999 | Oberperfuss | Österreich  | Einsitzer |
| 4. Jänner 2001    | Umhausen    | Österreich  | Einsitzer |
| 11. Februar 2001  | Moskau      | Russland    | Einsitzer |
| 18. Februar 2001  | Hüttau      | Österreich  | Einsitzer |
| 15. Dezember 2001 | Olang       | Italien     | Einsitzer |
| 16. Dezember 2001 | Olang       | Italien     | Einsitzer |
| 27. Jänner 2002   | Železniki   | Slowenien   | Einsitzer |
| 26. Jänner 2003   | Hüttau      | Österreich  | Einsitzer |
| 30. Jänner 2003   | Kindberg    | Österreich  | Einsitzer |
| 21. Februar 2004  | Aurach      | Österreich  | Einsitzer |

### Österreichische Meisterschaften
- Österreichischer Staatsmeister im Einsitzer 1989, 1994, 1995, 1996 und 1997

## Auszeichnungen
- 1996: Silbernes Verdienstzeichen der Republik Österreich
- 2002: Goldenes Verdienstzeichen der Republik Österreich
- 2012: FIL Hall of Fame[3]